# دان دي غروت
دان دي غروت (بالهولندية: Daan de Groot)‏ ولد بتاريخ 25 مايو 1933 في أمستردام، هولندا، وتوفي في 8 يناير 1982 في أمستردام، هولندا، كان دراج هولندي في صنف سباق الدراجات على الطريق. سبق أن شارك في دورة الألعاب الأولمبية الصيفية.

## سجل النتائج

### سباقات أو مراحل فاز بها
- طواف فرنسا

## وصلات خارجية
- الموقع الرسمي

## روابط خارجية
- دان دي غروت على موقع أرشيف الدراجات (الإنجليزية)
- دان دي غروت على موقع إحصائيات الدراجات الإحترافية (الإنجليزية)
- دان دي غروت على موقع أوليمبيديا (الإنجليزية)